# クル国

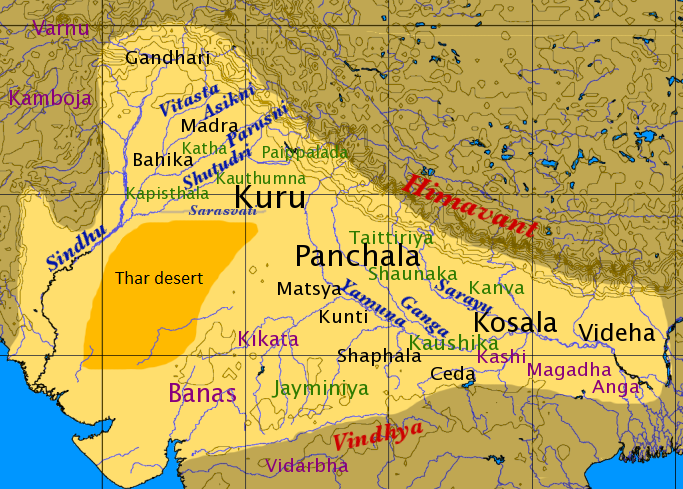
クル・クシェートラに位置するクル国

クル国（サンスクリット語 कुरु Kuru、英語: Kuru Kingdom）は、古代インドの十六大国（Mahajanapada）のうちのひとつ。クル国の位置した地域は、クル・クシェートラと呼ばれる、十王戦争に勝利したバラタ族がプール族と連合し形成したクル族の活動領域が中心であり、現在のハリヤーナ州からデリー、そしてガンジス川上流域にあたる。クル族中心の部族共和制を採っていたと考えられる。パンチャーラ国の隣国である。

## 歴史

### 後期ヴェーダ時代
『アタルヴァ・ヴェーダ』には、国王パリークシットのことが述べられている。また、『アイタレーヤ・ブラーフマナ』や『シャタパタ・ブラーフマナ』には、その息子の国王ジャナメージャヤが言及されている。
後期ヴェーダ時代の文献には、クル国はパンチャーラ国と並び描かれることが多く、両国は緊密な関係にあったと推測されている。

### 叙事詩時代
『マハーバーラタ』には、クル・ジャンガラ、クル・ラーシュトラ、そしてクル・クシェートラという三つの領域が述べられている。
- クル・ジャンガラ[要出典]は、現在のハリヤーナ州中部から西部にかけての地域（ヒサール県（英語版）・ハーンシー（英語版）・ロータク県（英語版）付近）を指す。
- クル・ラーシュトラ（Kururashtra）は、ガンジス川とヤムナー川に挟まれた地域を指す。ハスティナープラを中心都市として有する。
- クル・クシェートラ（Kurukshetra）は、現在のハリヤーナ州北部の地域（カルナール県（英語版）・ターネーサル（英語版）・クルクシェートラ県（英語版）・カイタル県（英語版）付近）を指す。

『マハーバーラタ』の中に含まれている聖典『バガヴァッド・ギーター』は、クル・クシェートラにおけるパーンダヴァ五王子とカウラヴァ百王子とのクルクシェートラの戦いを舞台としている。

### 初期仏典時代
クル国は、仏教の聖典『アングッタラ・ニカーヤ』の中で、十六大国のひとつに数えられている。しかし、ブッダの生きた時代には、領域はかなり縮小しており、政治的な勢力も小さいものであったと推測されている。しかし、首都とされるインドラプラスタ（サンスクリット語 इन्द्रप्रस्त、パーリ語 इन्दपत्त インダパッタ）や、他にもハスティナープラ（サンスクリット語 हस्तिनापुर、パーリ語 हत्थिनीपुर ハッティニープラ）など、発達した大きな都市を擁していた。
ユディシュティラの末裔と称する国王ダナンジャヤが、仏典においては言及されている。王族の一部には、仏教を信仰した者もいたことが伝えられている。ブッダはクル国においても教えを広め、『マハーサティパッターナ・スッタ』、『マハーニダーナ・スッタ』、『アーネンジャサッパーヤ・スッタ』、『マーガンディヤ・スッタ』、『ラッタパーラ・スッタ』、『サンマサ・スッタ』、『ドゥティヤ・アリヤーヴァーサ・スッタ』などは、クル国における説法の記録とされている。

## 文化
クル国においては、口承されていたヴェーダを、聖典として編纂する事業が始まった。
考古学的には、紀元前12世紀から紀元前9世紀頃の、黒色土器と赤色土器を用いた文化を有したと考えられている。